# Fraates V
Fraates V (em latim: Phraātēs; em grego: Φραάτης; romaniz.: Phraátēs; em parta: 𐭐𐭓𐭇𐭕; romaniz.: Frahāt), também conhecido pelo diminutivo Fraataces, foi xainxá do Império Parta de 2 a.C. a 4 d.C. Era o filho mais novo de Fraates IV (r. 37–2 a.C.) e Musa, que governou com ele. Sob Fraates V, uma guerra ameaçou estourar entre o Império Parta e o Império Romano pelo controle da Armênia e da Mesopotâmia. Embora Augusto (r. 27 a.C.–14 d.C.) tenha enviado seu filho adotivo Caio César para invadir o Irã, em 1 d.C. os dois lados concordaram com um tratado de paz, pelo qual mais uma vez a Armênia foi reconhecida como estando na esfera romana. Fraates V foi em troca reconhecido como o legítimo rei parta, o que era de grande importância para ele, devido à sua posição insegura no país. Em 4 d.C., Fraates V e sua mãe fugiram para Roma após serem expulsos pela nobreza parta, que coroou Orodes III como rei.

## Nome
Fraates (Φραάτης, Phraátēs; Phraātēs), Afraates (Aφραάτης, Aphraátēs; Aphraātēs) ou Fraoates (Φραõάτης, Phraoátēs) são as formas grega e latinas do parta Fraate (𐭐𐭓𐭇𐭕, Frahāt), que derivou do iraniano antigo Fraata (*Frahāta-), "adquirido". Foi registrado em siríaco como Afraate (em siríaco: ܐܦܪܗܛ, Ap̄rahaṭ), armênio como Raate (Հրահատ, Hrahat) e em persa novo como Afraate (فرهاد, Afrahāt) e Farade (فرهاد, Farhād).

## Antecedentes
Fraates V era filho de Fraates IV (r. 37–2 a.C.) e sua esposa romana Musa, que era originalmente uma escrava italiana dada a ele pelo imperador Augusto (r. 27 a.C.–14 d.C.) após um tratado em 20 a.C. no qual os romanos devolveram a Fraates IV seu filho sequestrado em troca dos estandartes legionários tomados em Carras em 53 a.C., bem como quaisquer prisioneiros de guerra sobreviventes. Os partos viam essa troca como um pequeno preço a pagar para recuperar o príncipe. Musa rapidamente se tornou rainha e favorita de Fraates IV, dando à luz Fraataces (Fraates V) em c. 19 a.C..  Foi sob sua influência que Fraates IV, em 10/9 a.C., enviou seus quatro filhos primogênitos a Roma para evitar conflitos sobre sua sucessão. Em 2 a.C., Musa envenenou Fraates IV e se tornou, junto com Fraates V, os cogovernantes do Império Parta. De acordo com o historiador romano do século I, Flávio Josefo, ouviu um boato de que Musa tinha relações sexuais com seu filho. Isso e a cunhagem de Musa com Fraates V levaram alguns estudiosos a acreditar que os dois haviam se casado. No entanto, não há evidências que sustentem essa afirmação; nem sob os partas, nem seus predecessores persas - os aquemênidas - há evidências confiáveis de que o casamento era praticado entre pais e filhos.

## Reinado

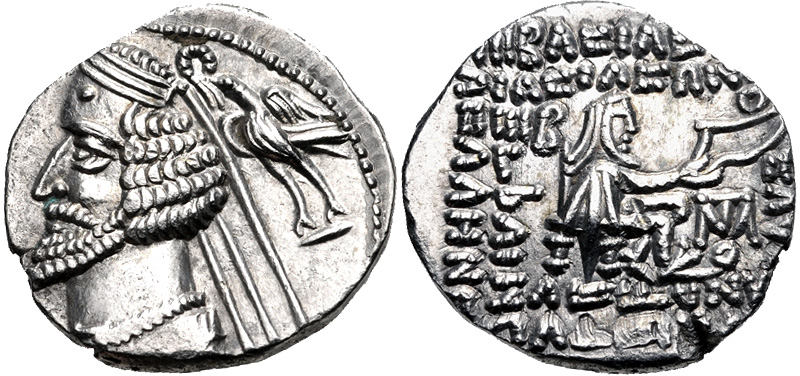
Dracma de

Em sua ascensão, Fraates V herdou uma longa disputa entre os partos e os romanos sobre a Armênia e a Mesopotâmia. Como resultado, Augusto despachou um exército sob seu filho adotivo Caio César para capturar ambas as regiões. Antes que a guerra começasse, foram recebidos por um emissário de Fraates V, que exigiu que os irmãos do rei fossem devolvidos a ele. Augusto escreveu uma resposta zombeteira numa carta a Fraates V, que simplesmente se dirigiu a ele como "Fraates". Ele exigiu que Fraates renunciasse à sua coroa e desistisse de suas reivindicações à Armênia. Não intimidado, Fraates V respondeu de volta — de acordo com o historiador romano clássico Dião Cássio — "num tom geralmente arrogante, intitulando-se rei dos reis e se dirigindo a Augusto simplesmente como César".
Em última análise, as duas potências concordaram em chegar a um acordo por meio da diplomacia: um tratado de paz foi acordado em 1, que tornou a Armênia um Estado vassalo romano, enquanto os romanos concordaram em reconhecer o Império Parta como seu igual, e Fraates V como seu governante legítimo. Era importante para Fraates V que fosse reconhecido pelos romanos, devido à sua posição doméstica insegura no país. No entanto, essa estratégia saiu pela culatra. Em 4, a nobreza parta, já descontente com o filho de uma escrava italiana ocupando o trono, ficou ainda mais irritada com seu reconhecimento da suserania romana na Armênia, expulsando Fraates V e Musa do trono. Ambos fugiram para Roma, onde Augusto os acolheu. A nobreza parta então colocou Orodes III no trono.

## Cunhagem

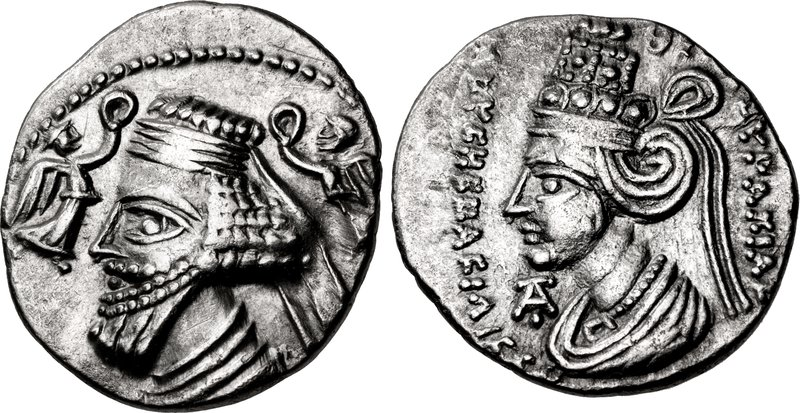
Dracma de Fraates V e Musa cunhado em Ecbátana

Os reversos tardios das moedas de Fraates V têm notavelmente uma imagem de sua mãe, Musa, com uma legenda circular rotulando-a como "celestial", ao contrário das legendas quadradas que eram típicas nas casas da moeda partas. Além disso, o título de basilissa ("rainha") também é dado a ela, que não era necessariamente usado apenas pela esposa do rei na era helenística, mas também por outras mulheres reais. Como seu pai, os reversos das moedas de Fraates V retratam uma figura semelhante à deusa grega Nice segurando um anel e um diadema atrás da cabeça. Na era parta, os iranianos usavam a iconografia helenística para retratar suas figuras divinas, assim a figura pode ser associada à khvarenah avéstica, ou seja, glória real. Raramente, um templo de fogo é retratado no reverso de suas moedas. Da mesma forma, o título de Fraates V em suas moedas permaneceu o mesmo que o de seu pai: "[moeda] do Rei dos Reis, Ársaces, Justo, Benfeitor, Ilustre, Fileleno."